# Celloconcert nr. 1 (Penderecki)
Krzysztof Penderecki componeerde zijn Celloconcert in 1972. Het is geen originele compositie voor dit instrument maar voor een Violino Grande, een vijfsnarige tussenvorm van altviool en cello. Dat het werk origineel voor een grote altviool is geschreven, zou kunnen blijken uit het feit dat in het begeleidende orkest de "gewone" altviolen ontbreken. Verder zijn er andere afwijkende instrumenten voorgeschreven zoals de baritonsaxofoon, harmonium en elektrische gitaar.
Het is duidelijk de horen dat het werk nog gecomponeerd is vóór zijn 1e symfonie; de experimenteerdrang is hier veel meer aanwezig, terwijl het traditionele langzaam binnensluipt. Net als in zijn symfonieën zit ook in dit werk een (kleine) passage met pesante noten (zie 3e symfonie.
De première vond plaats onder leiding van Alexander Gibson (niet van de gitaren!) met het Koninklijk Schots Nationaal Orkest; solist was Siegfried Palm; plaats van handeling het Edinburgh festival.

## Bron en discografie
- Uitgave EMI Matrix; Pools Nationaal Radio-Symfonieorkest onder leiding van de componist (opname juli 1973); solist Palm.